# Castello di Almansa
Il castello di Almansa è un castello spagnolo situato nell'omonima città della provincia di Albacete.
Il castello è di origine araba e risale al XII secolo ma fu ricostruito nel XIV secolo per volere di Giovanni Emanuele di Castiglia, autore del El conde Lucanor.
Sono notevoli le mura merlate e l’imponente maschio, che lo rendono uno dei castelli più belli e meglio conservati di tutta la regione di Castiglia-La Mancia.
Nel 1921 è stato dichiarato Bien de Interés Cultural.